# Laboratoire de sciences judiciaires et de médecine légale
Le Laboratoire de sciences judiciaires et de médecine légale (LSJML) est un établissement scientifique public spécialisé en criminalistique et médecine légale, situé à Montréal. Il relève du ministère de la Sécurité publique du Québec et agit comme laboratoire de référence pour l'ensemble du système judiciaire québécois. Fondé le 26 juin 1914, il est considéré comme le premier laboratoire de ce type en Amérique du Nord.

## Histoire

### Fondation et débuts (1914–1929)
Le laboratoire est fondé à l'initiative du médecin Wilfrid Derome, diplômé en médecine légale de l'Université de Paris. Constatant l'absence d'expertises scientifiques structurées dans les enquêtes criminelles au Québec, Derome milite dès 1910 pour la création d'un laboratoire médico-légal. L'appui de la Société médicale de Montréal, du Collège des médecins et des Chirurgiens de la province de Québec, du Barreau de la ville de Montréal et d'une campagne médiatique de la presse écrite aboutit à une décision du premier ministre Lomer Gouin, qui autorise en décembre 1913 l'établissement du laboratoire. L'institution ouvre officiellement ses portes le 26 juin 1914, situé au 179 rue Craig à Montréal pour 900$ par année.
Initialement seul en poste, Derome y pratique des autopsies, des expertises balistiques, toxicologiques et documentaires, tout en développant des outils originaux comme le microsphéromètre en 1926 et un système d'identification des détenus de Bordeaux fondé sur la méthode Bertillon en 1920. Il publie plusieurs ouvrages de référence, dont L'expertise en armes à feu (1929), reconnu internationalement.

### Croissance et professionnalisation (1930–1969)
Après le décès de Derome en 1931, la direction du laboratoire passe à son collègue Rosario Fontaine. Celui-ci poursuit le développement de l'institution, avec l'aide de Jean-Marie Roussel, qu'il a envoyé se former en France. Le laboratoire intervient dans des affaires médiatisées comme l'incendie du Laurier Palace (1927) ou l'affaire Morel (1934).

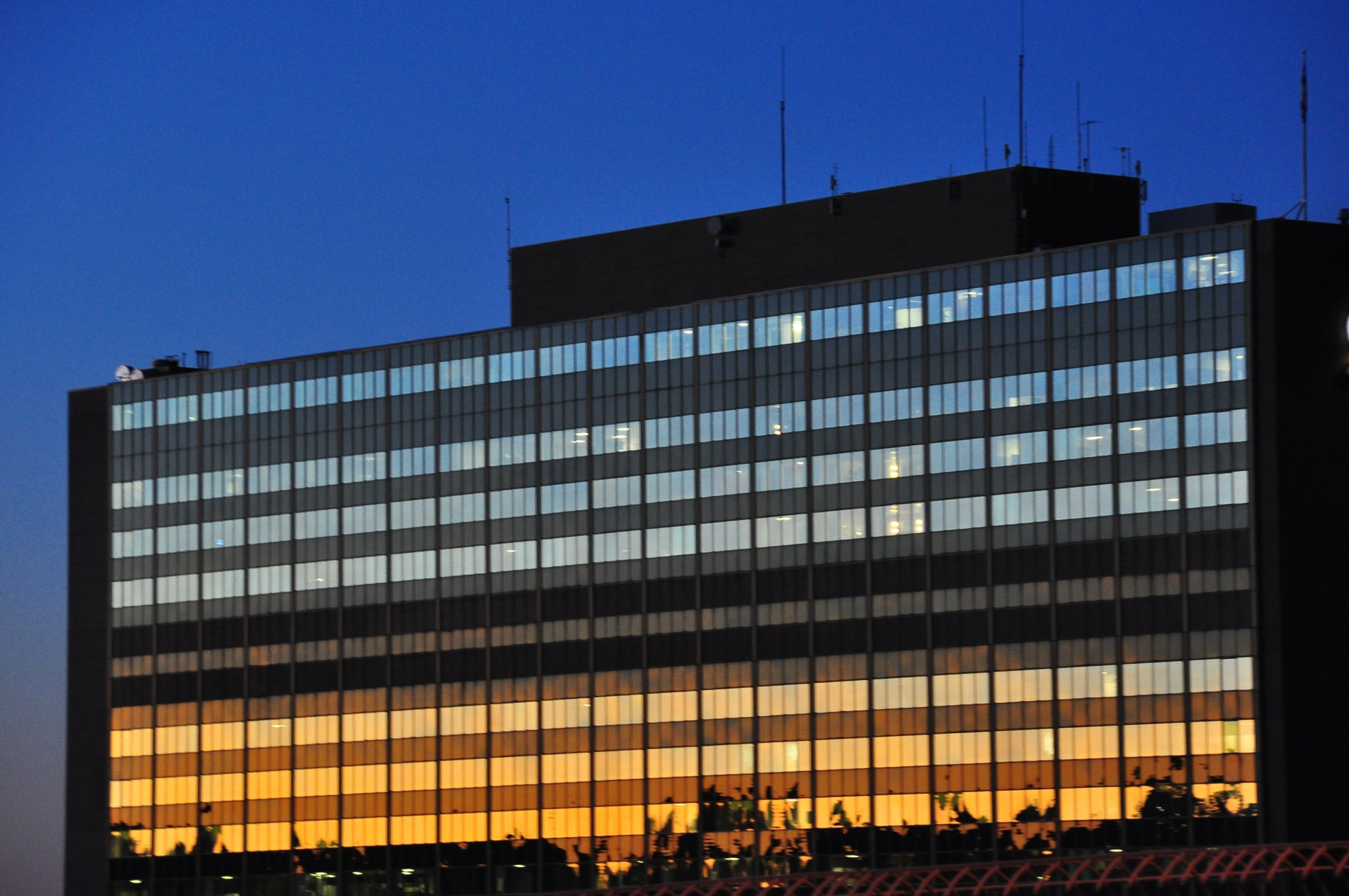
Édifice Wilfrid-Derome, 1701, rue Parthenais, Montréal

Les années 1950 et 1960 voient une augmentation du personnel, une diversification des expertises et une implication dans les échanges professionnels à l'échelle canadienne. En 1968, le laboratoire déménage au 1701 rue Parthenais à Montréal, où il est toujours situé. L'immeuble sera nommé « Édifice Wilfrid-Derome » en 2001.

### Réorganisation et spécialisation (1970 à aujourd'hui)
À partir des années 1970, le laboratoire se spécialise en créant des directions distinctes pour la biologie, la chimie, la balistique, les incendies et explosions, les documents, la toxicologie et la pathologie judiciaire. En 1978, il est scindé en deux entités administratives : le Laboratoire de police scientifique et le Laboratoire de médecine légale, fusionnés à nouveau en 1991.

#### Direction de la biologie
La direction de la biologie judiciaire est créée en 1965, avec pour mandat l'analyse de sang, de cheveux, de poils, de fibres et de taches biologiques. Elle commence par le typage sanguin ABO, auquel s'ajoutent au fil des ans d'autres marqueurs protéiques comme l'estérase D, la PGM et l'EAP. Le service met aussi en place des trousses d'agression sexuelle dès les années 1970 et développe l'expertise en analyse de projections de sang.
L'analyse de l'ADN débute en 1989 avec la méthode RFLP, puis passe à la technique PCR-STR en 1998. Cette dernière permet l'amplification de régions spécifiques de l'ADN à partir de quantités infimes de matériel biologique, facilitant la détection des mélanges. En parallèle, la loi C-107 de 1995 autorise les prélèvements d'ADN sous mandat et mène à la création de la Banque nationale des données génétiques, qui entre en service en juin 2000.
Les années 2000 sont marquées par l'informatisation et l'automatisation des analyses, notamment avec la mise en place de plateformes robotiques validées en 2005. L'équipe développe aussi une expertise en interprétation des mélanges complexes, rendue nécessaire par la sensibilité accrue des méthodes modernes. D'autres avancées sont introduites, comme l'analyse de l'ADN dégradé, l'exploration des SNPs pour des traits physiques, et le suivi des technologies émergentes telles que le Rapid DNA.
La direction, qui comptait trois personnes à ses débuts, en regroupe aujourd'hui plus de soixante.

#### Direction de la criminalistique
La direction de la criminalistique regroupe quatre services : balistique, chimie, incendies et explosions, ainsi qu'analyse de documents.

##### service de balistique
Le service de balistique constitue en quelque sorte l'héritier direct du travail amorcé par le Dr Derome dès les années 1910, alors qu'il développait des techniques de comparaison de projectiles en utilisant des planches de pin, du papier carbone et la photographie. Dans les années 1990, il participe à la mise au point du système intégré d’identification balistique IBIS (en) en collaboration avec la firme montréalaise Forensic Technology, une avancée majeure dans la comparaison de projectiles à l'échelle nord-américaine.

##### Service de chimie
Le service de chimie judiciaire s'individualise dans les années 1980, lorsqu'un toxicologue du laboratoire reçoit le mandat de développer une expertise spécifique dans l'analyse des fibres, jusqu'alors traitée sommairement. Les premières années voient l'introduction de techniques comme la pyrolyse-spectrométrie de masse (pyrolyseur-MS) pour identifier des traces infimes de peinture, plastique ou polymères, et la spectroscopie infrarouge à transformée de Fourier (IRTF). L'analyse des verres s'améliore avec le système GRIM, tandis que la spectroscopie Raman et le micro-spectrophotomètre viennent plus tard enrichir l'arsenal technique. À partir de cette époque, le service traite des dossiers liés à des délits de fuite, à des introductions par effraction ou à des scènes de crime complexes impliquant des traces physiques non biologiques.

##### Service des incendies et explosions
Le service des incendies et explosions trouve ses origines dans l'enquête sur l'attentat de Sault-aux-Cochons en 1949, au cours de laquelle le Dr Jean-Marie Roussel et le chimiste Bernard Péclet identifient des traces de dynamite et un mécanisme de mise à feu artisanal sur les lieux du crash d'un avion de ligne ayant causé la mort de 23 personnes. Ce dossier marque les débuts d'une spécialisation en matière d'explosifs au sein du Laboratoire.
Dans les années 1970, un spécialiste en explosifs est officiellement désigné. Il se consacre d'abord à l'analyse de la dynamite, couramment utilisée dans les secteurs de la construction et des mines, ce qui rend le contrôle de son usage plus complexe au Québec. À partir des années 1980, l'apparition d'explosifs modernes comme les émulsions exige l'adoption de nouvelles méthodes d'analyse, notamment l'extraction sur phase solide, la chromatographie gazeuse-spectrométrie de masse (GC-MS) ou encore la diffraction des rayons X.
La guerre des motards qui éclate au milieu des années 1990 accroît fortement la charge de travail du service. Elle entraîne l'embauche d'un second expert, appelé à étudier des dispositifs de mise à feu à distance, souvent utilisés dans les véhicules ciblés par des engins explosifs improvisés. Cette période est suivie par une multiplication des recettes d'explosifs artisanaux diffusées sur Internet, ce qui pousse les experts à surveiller activement la synthèse de composés comme le triperoxyde de tricycloacétone (TATP) ou le hexamethylene triperoxide diamine (HMTD).
Le travail pour le volet incendie consiste surtout à détecter la présence d'accélérants dans les pièces à conviction, autrefois par entraînement à la vapeur, puis, depuis la fin des années 1990, par adsorption sur charbon activé et analyse par GC-MS. Cette méthode permet d'identifier les composés volatils tels que les alcanes et hydrocarbures aromatiques.

##### Analyse de documents
Le service de l'analyse de documents est officiellement fondé en 1970 par André Münch, diplômé de l'Institut de police scientifique et de criminologie de l'Université de Lausanne. Arrivé en août, il crée le service à partir de rien. Quelques mois plus tard, la Crise d'Octobre entraîne une surcharge de travail, forçant le Laboratoire à recruter temporairement Michèle Langlois, de retour d'une formation à Marseille.
Durant les années 1970, l'essor des enquêtes sur les fraudes économiques mène à une forte augmentation de la demande. Le service traite alors des documents variés, avec le soutien initial de contractuels et de la GRC, avant d'acquérir une pleine autonomie à la fin de la décennie. Le service intègre aussi de nouveaux outils comme l'ESDA, utilisé pour révéler les traces d'écriture latente.
Dans les années 1980, le service se stabilise, puis voit sa charge augmenter de nouveau au début des années 1990, notamment en raison de la fermeture du laboratoire de la GRC à Montréal. De nouveaux comparateurs spectraux (VSC) améliorent l'analyse des encres et papiers, et les microscopes haute précision permettent une meilleure documentation des comparaisons d'écriture.
Au tournant des années 2000, le type de dossiers évolue : les petites fraudes sont moins souvent poursuivies, tandis que des enquêtes de grande envergure prennent de l'ampleur. Le service est sollicité par l'UPAC et participe à des travaux pour le Tribunal pénal international pour le Rwanda. L'usage de l'informatique modifie la nature des documents analysés, les machines à écrire disparaissant au profit des imprimantes et des photocopieurs.
Face à la méconnaissance de son rôle, le service organise des séances d'information à destination des corps policiers, des ministères, des organismes publics et des universités. Il identifie aussi de nouveaux créneaux d'expertise, comme l'analyse de signatures électroniques. En 2010, le Laboratoire décide de ne plus accepter de dossiers civils afin de se concentrer sur les dossiers criminels.
L'évolution rapide des technologies d'impression, de reproduction et de sécurité documentaire pousse les spécialistes à actualiser constamment leurs connaissances. Des logiciels de reconnaissance d'écriture sont développés, mais restent insuffisants pour remplacer l'analyse humaine, en raison de la complexité graphique des signatures et de l'écriture manuscrite.
Depuis 2013, le service est stable et composé de quatre professionnels traitant environ 150 dossiers par an. Il s'appuie sur des standards internationaux, notamment ceux de l'ASTM et du SWGDOC. Les membres du service sont certifiés par l'American Board of Forensic Document Examination (ABFDE) et s'impliquent dans la formation universitaire, les audits ISO et la recherche scientifique en criminalistique documentaire.

#### Direction de la toxicologie et de la médecine légale

##### Service de médecine légale
Le service de médecine légale occupe une place centrale dans les enquêtes sur les décès violents ou suspects au Québec. Les pathologistes judiciaires y réalisent les autopsies, demandent des analyses complémentaires dans d'autres services, et synthétisent les résultats afin de déterminer la cause du décès.
Jusqu'au début des années 1990, la pratique reposait sur les compétences générales d'un petit nombre de pathologistes assumant l'ensemble des tâches. La profession s'est progressivement spécialisée, notamment avec l'intégration d'outils d'analyse plus complexes, comme l'ADN, la toxicologie avancée, ou encore la radiologie numérique. L'informatisation de la rédaction des rapports, l'automatisation partielle de l'histologie, ainsi que l'introduction de l'immunohistochimie comme méthode diagnostique sont autant de changements ayant contribué à complexifier les dossiers, sans pour autant modifier les techniques de dissection elles-mêmes.
Les pathologistes doivent également suivre l'évolution des armes disponibles, comme le pistolet à impulsion électrique (Taser), afin d'en reconnaître les marques caractéristiques. En parallèle, la loi sur la recherche des causes et circonstances du décès, modifiée en 1986, a renforcé les pouvoirs du coroner, qui demeure l'autorité ordonnant les autopsies au Laboratoire.
En 1991, le Laboratoire de médecine légale fusionne avec le Laboratoire de police scientifique. Depuis, les autopsies y sont réalisées par une équipe composée de cinq pathologistes, cinq assistants et trois techniciens en histologie. En moyenne, environ 700 autopsies sont effectuées chaque année.
Le service s'est également préparé à intervenir en cas de désastre de masse, en coordination avec le Bureau du coroner et la Sûreté du Québec. Des formations ont été données à cet effet, et ces protocoles ont été mis en œuvre lors de la tragédie ferroviaire de Lac-Mégantic (2013) et de l'incendie de la résidence pour aînés de L'Isle-Verte (2014), événements qui ont fait respectivement 47 et 32 victimes.
Le service de médecine légale intègre progressivement de nouvelles approches diagnostiques et pédagogiques. La biologie moléculaire permet désormais de poser certains diagnostics post mortem impossibles à l'autopsie traditionnelle, notamment en cas de mort subite d'origine cardiaque, grâce à une collaboration avec l'Institut de cardiologie de Montréal. Par ailleurs, l'autopsie virtuelle, fondée sur l'imagerie par résonance magnétique et la tomodensitométrie, pourrait s'ajouter à moyen terme aux outils du service, sans toutefois remplacer la dissection classique. Sur le plan de la formation, la surspécialisation en pathologie judiciaire est désormais reconnue par le Collège royal des médecins et chirurgiens du Canada, et le Laboratoire projette de mettre sur pied un centre francophone de formation en partenariat avec les universités québécoises.

##### Service d'odontologie et d'anthropologie
Le service d'odontologie judiciaire prend forme en 1973 avec l'arrivée du Dr Robert Dorion, formé à Washington DC. Son travail contribue à l'évolution de la discipline, notamment par l'intégration de la photographie infrarouge, UV et de la création d'un système de prélèvement des lésions de morsures devenu standard international.
En 2004, un cours d'odontologie judiciaire en ligne est lancé en collaboration avec l'Université McGill. En 2010, une équipe québécoise d'odontologues judiciaires est constituée pour partager les cas complexes, notamment pour les décès multiples. Le service est aussi appuyé par une anthropologue judiciaire contractuelle de l'Ontario.

##### Service de la toxicologie
Le service de toxicologie trouve ses origines en 1919 avec l'embauche de Franchère Pépin, considéré comme le fondateur de la toxicologie judiciaire au Québec. De l'analyse de l'éthanol au début du XXe siècle aux technologies de spectrométrie de masse de dernière génération, la discipline a connu une transformation majeure. Après des décennies de tests colorimétriques et biologiques rudimentaires, le Laboratoire adopte son premier spectromètre de masse en 1978, avant d'intégrer successivement la chromatographie en phase gazeuse (GC-MS), la chromatographie en pahse liquide-spectrométrie de masse (LC-MS), ainsi que le LC-Q-TOF. L'extraction en phase solide (SPE), introduite dans les années 1990, remplace progressivement les techniques traditionnelles et permet de réduire les volumes de matrice analysée.
À partir des années 2000, le service se structure autour de deux spécialisations principales : l'alcool, et les drogues ou médicaments. La participation à des programmes d'échange interlaboratoires et au groupe SWGTOX renforce les protocoles de validation, le contrôle qualité et la révision par les pairs. Parallèlement, le département établit des collaborations croissantes avec les milieux universitaires et les institutions partenaires.
Depuis l'introduction du programme d'experts en reconnaissance des drogues (DRE) en 2008, environ 300 cas par an sont traités. Des projets de recherche visent à développer des méthodes permettant d'obtenir des résultats préliminaires en 24 heures pour appuyer les autopsies judiciaires. Dans ce cadre, de nouveaux procédés analytiques sont testés, notamment une méthode de précipitation des protéines sanguines et un protocole LC-MS/MS capable de dépister simultanément 300 analytes.